# 1030年代
1030年代（せんさんじゅうねんだい）は、西暦（ユリウス暦）1030年から1039年までの10年間を指す十年紀。

## できごと

### 1030年
- 神聖ローマ皇帝コンラート2世がシュパイアー大聖堂の建設を命じる。

### 1031年
- 平忠常の乱が源頼信によって鎮定される。
- スペインのコルドバで後ウマイヤ朝滅亡。
  - サラゴサ王国・トレド王国・セビリア王国などのムスリム系群小国家（タイファ）が乱立。

### 1032年
- チベット系タングート族の李元昊が父の死により西平王の地位を継承。

### 1033年
- コンラート2世がブルグントの国王に即位し、ブルグント王国をドイツ王国に併合。

### 1034年
- 東ローマ帝国マケドニア王朝でミカエル4世即位（ - 1041年）。先帝ロマノス3世の妃ゾエと結婚。

### 1035年
- 北海帝国のクヌート大王死去。マグヌス1世がノルウェー王として独立し北海帝国が崩壊。
- ノルマンディー公ギヨーム2世（ウィリアム征服王）即位 （ - 1087年）。
- スペインでナバラ・カスティーリャ・アラゴン各王国が分裂。

### 1036年
- 後一条天皇譲位。第69代後朱雀天皇即位。
- 西夏文字が公布され、以後400年余り使われる。

### 1037年
- カスティーリャ王フェルナンド1世がレオン王国を征服。
- ヤロスラフ賢公がキーウに聖ソフィア大聖堂を建立。

### 1038年
- トルコ人トゥグリル・ベクがニーシャープールの戦いでガズナ朝に大勝し、セルジューク朝を興す（ - 1157年）。
- 李元昊が帝位につき（景宗）、国を大夏と号する：西夏建国（ - 1227年）。
- ファーティマ朝がミルダース朝（英語版）を破りアレッポを占領する。

### 1039年
- 神聖ローマ皇帝コンラート2世没（1024年 - ）、ハインリヒ3世即位（ - 1056年）。